# 양자 네트워크
양자 네트워크(quantum network)는 양자 컴퓨팅과 양자 통신 시스템의 중요한 요소를 이룬다. 양자 네트워크는 물리적으로 구별된 양자 프로세서 간에 양자 비트, 즉 큐비트의 형태로 정보를 전달하는 일을 용이케 한다. 양자 프로세서는 특정한 수의 큐비트로 양자 논리 게이트를 수행할 수 있는 소형 양자 컴퓨터이다. 양자 네트워크는 고전적인 네트워크와 비슷한 방식으로 동작한다. 주된 차이점은 양자 컴퓨팅처럼 양자 네트워킹은 양자 시스템 모델링 등의 특정 문제를 더 잘 해결한다는 것이다.

## 현재 상태

### 양자 인터넷
현 기준으로 연구실 밖에서 디플로이된, 양자 프로세서 또는 양자 리피터를 연결한 네트워크는 존재하지 않는다.

### 양자 주요 배급망
| 양자 네트워크                         | 시작 | BB84 | BBM92  | E91    | DPS    | COW    |
| ------------------------------------- | ---- | ---- | ------ | ------ | ------ | ------ |
| DARPA 양자 네트워크                   | 2001 | 예   | 아니요 | 아니요 | 아니요 | 아니요 |
| SECOCQ QKD 네트워크 (빈)              | 2003 | 예   | 예     | 아니요 | 아니요 | 예     |
| 도쿄 QKD 네트워크                     | 2009 | 예   | 예     | 아니요 | 예     | 아니요 |
| Hierarchical network (중국 우후)      | 2009 | 예   | 아니요 | 아니요 | 아니요 | 아니요 |
| 제네바 에어리어 네트워크 (스위스퀀텀) | 2010 | 예   | 아니요 | 아니요 | 아니요 | 예     |

## 같이 보기
- 양자역학
- 양자 컴퓨터